# ولیکو پلج، زاگرب
ولیکو پلج، زاگرب (به لاتین: Veliko Polje, Zagreb) یک منطقهٔ مسکونی در کرواسی است.